# تيريزا ميدييروس
تيريزا ميدييروس (بالإنجليزية: Teresa Medeiros)‏ (26 أكتوبر 1962، هايدلبرغ في ألمانيا)؛ كاتِبة وروائية أمريكية. درست في جامعة كنتاكي.